# Варнавина посланица
Варнавина посланица – посланица из периода раног хришћанства коју Свети Климент Александријски приписује св. Варнави. Целокупан оригинални текст на грчком пронађен је у Codex Sinaiticus-у. У делу оштро осуђује јудаизам, између осталог због приношења животињских жртви, неразумевања Мојсијевог закона, смисла Храма и многих других грешака које су Јевреји правили због несагледавања и порицања Божије воље. Сматра да јудејски рукописи садрже езотеријски смисао. У Старом завету налази бројне елементе који оправдавају хришћанство, а осуђују Јудаизам. Није сигурно да је аутор св. Варнава. Вероватно је прави аутор александријски хришћанин, а дело написано између 70. и 100. године по Хр. 